# Mušalež
Mušalež är en ort i Kroatien.   Den ligger i länet Istrien, i den västra delen av landet, 190 km väster om huvudstaden Zagreb. Mušalež ligger 84 meter över havet och antalet invånare är 366.
Terrängen runt Mušalež är lite kuperad. Havet är nära Mušalež västerut. Runt Mušalež är det ganska tätbefolkat, med 144 invånare per kvadratkilometer. Närmaste större samhälle är Poreč, 4,3 km väster om Mušalež. Omgivningarna runt Mušalež är en mosaik av jordbruksmark och naturlig växtlighet.